# Scottish FA Cup 1992/93
Der Scottish FA Cup wurde 1992/93 zum 108. Mal ausgespielt. Der wichtigste schottische Fußball-Pokalwettbewerb der vom Schottischen Fußballverband geleitet wurde, begann am 5. Dezember 1992 und endete mit dem Finale am 29. Mai 1993 im Hampden Park von Glasgow. Als Titelverteidiger starteten die Glasgow Rangers in den Wettbewerb, die sich im Vorjahresfinale gegen den Airdrieonians FC durchsetzten und erstmals seit 1981 wieder ein Endspiel gewannen. Die Rangers konnten bei der diesjährigen Austragung den Titel durch einen Endspielsieg gegen den FC Aberdeen verteidigen. Die Mannschaften traten bereits zum vierten Mal in einem Endspiel des Schottischen Pokals aufeinander. Für Aberdeen war es das insgesamt 14. Endspiel bei 8 Siegen und 6 Niederlagen; die Rangers hatten nach dem Spiel eine Bilanz von 42 Finals 25 Siegen und 17 Niederlagen zu buche stehen. Die Mannschaft aus Glasgow konnte mit dem Gewinn des FA Cups und der Meisterschaft, in der Aberdeen Vizemeister wurde, sowie des Ligapokal ebenfalls durch einen Sieg gegen die Dons, das Triple holen. Aufgrund der Champions-League-Teilnahme der Rangers, trat der FC Aberdeen in der Europapokal der Pokalsieger-Saison 1993/94 an.

## 1. Runde
Ausgetragen wurden die Begegnungen am 5. und 8. Dezember 1992.
|                    | Ergebnis |                            |
| ------------------ | -------- | -------------------------- |
| FC Huntly          | 4:2      | FC Stranraer               |
| Inverness Thistle  | 3:1      | FC Civil Service Strollers |
| Queen of the South | 3:0      | FC Spartans                |
| FC Queen’s Park    | 0:1      | FC Clyde                   |
| Cove Rangers       | 2:0      | FC Peterhead               |
| Forfar Athletic    | 5:0      | Albion Rovers              |

## 2. Runde
Ausgetragen wurden die Begegnungen zwischen dem 19. und 28. Dezember 1992. Die Wiederholungsspiele fanden am 28. Dezember 1992 und 4. Januar 1993 statt.
|                       | Ergebnis |                       |
| --------------------- | -------- | --------------------- |
| FC Clyde              | 3:1      | Brechin City          |
| Cove Rangers          | 2:0      | FC Montrose           |
| FC East Fife          | 1:1      | Alloa Athletic        |
| Gala Fairydean Rovers | 1:1      | FC Arbroath           |
| FC Vale of Leithen    | 2:2      | FC East Stirlingshire |
| Inverness Thistle     | 0:1      | Berwick Rangers       |
| FC Stenhousemuir      | 2:3      | Forfar Athletic       |

### Wiederholungsspiele
|                       | Ergebnis        |                       |
| --------------------- | --------------- | --------------------- |
| Alloa Athletic        | ?:? (5:6 i. E.) | FC East Fife          |
| FC Arbroath           | 2:0             | Gala Fairydean Rovers |
| FC East Stirlingshire | 3:2 n. V.       | FC Vale of Leithen    |
| FC Huntly             | 2:1             | Queen of the South    |

## 3. Runde
Ausgetragen wurden die Begegnungen zwischen dem 9. und 27. Januar 1993. Die Wiederholungsspiele fanden zwischen dem 19. und 25. Januar 1993 statt.
|                      | Ergebnis |                       |
| -------------------- | -------- | --------------------- |
| FC Aberdeen          | 4:1      | Hamilton Academical   |
| Airdrieonians FC     | 0:0      | FC Clydebank          |
| FC Arbroath          | 3:0      | Greenock Morton       |
| FC Clyde             | 0:0      | Celtic Glasgow        |
| Cove Rangers         | 2:2      | FC East Stirlingshire |
| Dundee United        | 3:1      | FC Livingston         |
| Dunfermline Athletic | 1:2      | Ayr United            |
| Heart of Midlothian  | 6:0      | FC Huntly             |
| Hibernian Edinburgh  | 5:2      | FC St. Mirren         |
| FC Kilmarnock        | 5:0      | Raith Rovers          |
| FC Motherwell        | 0:2      | Glasgow Rangers       |
| Partick Thistle      | 0:1      | FC Cowdenbeath        |
| FC St. Johnstone     | 6:0      | Forfar Athletic       |
| Stirling Albion      | 1:2      | FC East Fife          |
| FC Dundee            | 2:0      | FC Dumbarton          |
| FC Falkirk           | 5:2      | Berwick Rangers       |

### Wiederholungsspiele
|                       | Ergebnis |                  |
| --------------------- | -------- | ---------------- |
| FC Clydebank          | 2:0      | Airdrieonians FC |
| Celtic Glasgow        | 1:0      | FC Clyde         |
| FC East Stirlingshire | 2:1      | Cove Rangers     |

## Achtelfinale
Ausgetragen wurden die Begegnungen am 6. und 7. Februar 1993. Die Wiederholungsspiele fanden am 10. und 16. Februar 1993 statt.
|                       | Ergebnis |                     |
| --------------------- | -------- | ------------------- |
| FC Arbroath           | 0:0      | FC East Fife        |
| Ayr United            | 0:2      | Glasgow Rangers     |
| FC Cowdenbeath        | 0:0      | Hibernian Edinburgh |
| FC Falkirk            | 2:0      | Celtic Glasgow      |
| Heart of Midlothian   | 2:0      | FC Dundee           |
| FC Kilmarnock         | 0:0      | FC St. Johnstone    |
| FC Aberdeen           | 2:0      | Dundee United       |
| FC East Stirlingshire | 1:2      | FC Clydebank        |

### Wiederholungsspiele
|                     | Ergebnis  |                |
| ------------------- | --------- | -------------- |
| Hibernian Edinburgh | 1:0       | FC Cowdenbeath |
| FC St. Johnstone    | 1:0 n. V. | FC Kilmarnock  |
| FC East Fife        | 1:4       | FC Arbroath    |

## Viertelfinale
Ausgetragen wurden die Begegnungen am 6. März 1993. Das Wiederholungsspiel fand am 16. März 1993 statt.
|                     | Ergebnis |                  |
| ------------------- | -------- | ---------------- |
| FC Aberdeen         | 1:1      | FC Clydebank     |
| FC Arbroath         | 0:3      | Glasgow Rangers  |
| Heart of Midlothian | 2:0      | FC Falkirk       |
| Hibernian Edinburgh | 2:0      | FC St. Johnstone |

### Wiederholungsspiel
|              | Ergebnis |             |
| ------------ | -------- | ----------- |
| FC Clydebank | 3:4      | FC Aberdeen |

## Halbfinale
Ausgetragen wurden die Begegnungen am 3. April 1993.
|                 | Ergebnis |                     |
| --------------- | -------- | ------------------- |
| FC Aberdeen     | 1:0      | Hibernian Edinburgh |
| Glasgow Rangers | 2:1      | Heart of Midlothian |

## Finale
| Glasgow Rangers                                                             | Glasgow Rangers | FC Aberdeen | FC Aberdeen |
| --------------------------------------------------------------------------- | --- | --- | ----------- |
| Glasgow Rangers                                                             | \| Finale \| \| Samstag, 29. Mai 1993 um 15:00 Uhr (Ortszeit WEZ) in Glasgow (Hampden Park) \| \| Ergebnis: 2:1 (2:0) \| \| Zuschauer: 50.715 \| \| Schiedsrichter: Jim McCluskey \| \| Spielbericht \|    | \| Finale \| \| Samstag, 29. Mai 1993 um 15:00 Uhr (Ortszeit WEZ) in Glasgow (Hampden Park) \| \| Ergebnis: 2:1 (2:0) \| \| Zuschauer: 50.715 \| \| Schiedsrichter: Jim McCluskey \| \| Spielbericht \|                    | FC Aberdeen |
| Glasgow Rangers                                                             | Andy Goram – John Brown, Richard Gough, Dave McPherson, David Robertson – Stuart McCall, Ian Ferguson, Ian Durrant, Neil Murray – Mark Hateley, Pieter Huistra (Steven Pressley) Cheftrainer: Walter Smith | Theo Snelders – Stewart McKimmie, Stephen Wright (Gary Smith), Brian Irvine, Alex McLeish – Brian Grant, Lee Richardson, Paul Mason – Scott Booth, Duncan Shearer (Eoin Jess), Mixu Paatelainen Cheftrainer: Willie Miller | FC Aberdeen |
| Glasgow Rangers                                                             | Mark Hateley Neil Murray | Lee Richardson | FC Aberdeen |
| Finale                                                                      | | |             |
| Samstag, 29. Mai 1993 um 15:00 Uhr (Ortszeit WEZ) in Glasgow (Hampden Park) | | |             |
| Ergebnis: 2:1 (2:0)                                                         | | |             |
| Zuschauer: 50.715                                                           | | |             |
| Schiedsrichter: Jim McCluskey                                               | | |             |
| Spielbericht                                                                | | |             |